# جامعة الفنون
جامعة الفنون (تُعرف اختصارًا بالرموز التاليّة: UArts) هي جامعة فنية خاصة في فيلادلفيا، بنسلفانيا، يشكل حرمها الجامعي جزءًا من شارع الفنون في سنتر سيتي، فيلادلفيا. يعود تاريخها إلى سبعينيات القرن التاسع عشر، وهي واحدة من أقدم مدارس الفن أو الموسيقى في الولايات المتحدة. تتكون الجامعة من كليتين قسمين: كلية الفنون والإعلام والتصميم. كلية الفنون المسرحية؛ قسم الفنون الليبرالية؛ وشعبة الدراسات المستمرة. وهي معتمدة من قبل لجنة الولايات الوسطى للتعليم العالي. بالإضافة إلى ذلك، تم اعتماد مدرسة الموسيقى من قبل الرابطة الوطنية لمدارس الموسيقى.

## التاريخ

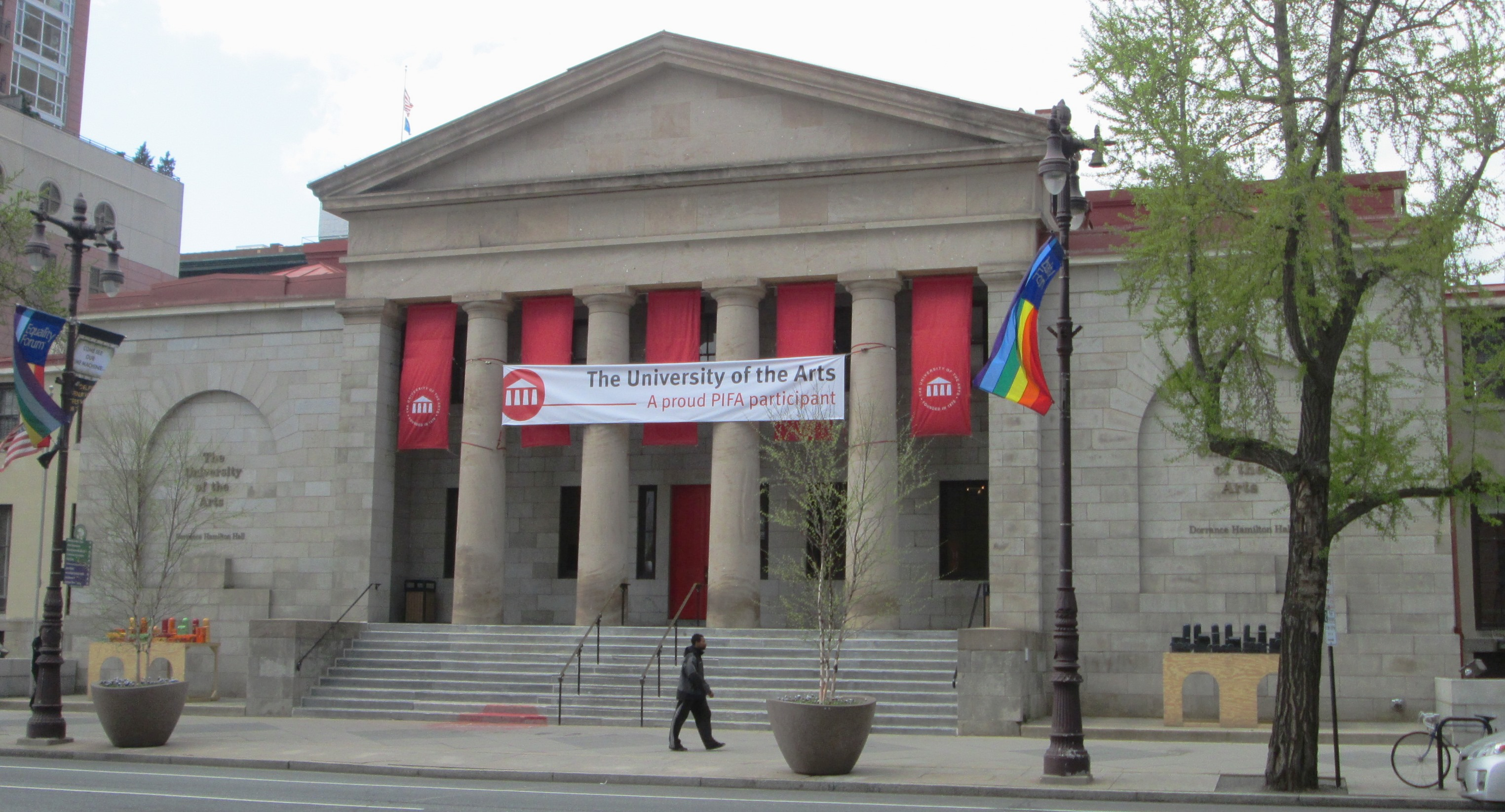
قاعة دورانس هاميلتون في عام 2013

تم إنشاء الجامعة في عام 1985 من خلال اندماج كلية فيلادلفيا للفنون المسرحية وكلية فيلادلفيا للفنون، وهما مدرستان تعود أصولهما إلى سبعينيات القرن التاسع عشر. في عام 1870، تم إنشاء أكاديمية فيلادلفيا الموسيقية، وفي عام 1877 تم إنشاء معهد فيلادلفيا للموسيقى. في عام 1944، تم إنشاء مسرح رقص الأطفال، الذي عُرف فيما بعد باسم أكاديمية فيلادلفيا للرقص، على يد ناديا تشيلكوفسكي ناحومك. في عام 1962، اندمج معهد الموسيقى والأكاديمية الموسيقية، ثم في عام 1976، استحوذت المنظمة المشتركة على أكاديمية الرقص، وأعادت تسمية نفسها كلية فيلادلفيا للفنون المسرحية. بعد إنشاء مدرسة المسرح في عام 1983، أصبحت المؤسسة أول كلية فنون مسرحية في ولاية بنسلفانيا تقدم مجموعة شاملة من التخصصات في الموسيقى والرقص والمسرح. هذه المؤسسة هي الآن كلية الفنون المسرحية بجامعة الفنون.
في عام 1876، تم تأسيس متحف بنسلفانيا ومدرسة الفنون الصناعية كمتحف ومدرسة للفنون. في عام 1938، غير المتحف اسمه إلى متحف فيلادلفيا للفنون وأصبحت المدرسة مدرسة متحف فيلادلفيا للفنون الصناعية. في عام 1964، أصبحت المدرسة مستقلة عن المتحف وأعادت تسمية نفسها كلية فيلادلفيا للفنون. في عام 1985، اندمجت كلية فيلادلفيا للفنون وكلية فيلادلفيا للفنون المسرحية لتصبح كليتي فيلادلفيا للفنون، وحصلت على مكانة جامعية مثل جامعة الفنون في عام 1987. في عام 1996، أضافت الجامعة قسمًا أكاديميًا ثالثًا، كلية الإعلام والاتصال، والتي اندمجت مع كلية الفنون والتصميم في عام 2011 لتصبح كلية الفنون والإعلام والتصميم.

## أكاديميون
يلتحق ما يقرب من 1900 طالب بجامعة الفنون في 41 برنامجًا جامعيًا ودراسات عليا في ست مدارس: الفنون والتصميم والأفلام والرقص والموسيقى ومدرسة إيرا بريند للفنون المسرحية. بالإضافة إلى ذلك، يقدم قسم الدراسات المستمرة بالجامعة دورات من خلال برامج التعليم المستمر، وما قبل الكلية، ودراسات الموسيقى الصيفية، والمعهد المهني للمعلمين.

## المرافق والمجموعات
يقع حرم الجامعة في الحي الثقافي شارع الفنون (بالإنجليزية: Avenue of the Arts)‏ في سنتر سيتي، فيلادلفيا، ويضم 10 مبانٍ تزيد عن 850,000 قدم مربع (79,000 م2). تضم مكتبة ألبرت إم غرينفيلد 152.067 مجلدًا و6936 قرصًا مضغوطًا و14901 دورية و16820 درجة و1965 مقطع فيديو وأقراص DVD. تحتوي مجموعة مكتبة الموسيقى على حوالي 20000 نقطة و15000 كتاب و10000 قرص ليرة لبنانية و8000 قرص مضغوط. تتضمن مجموعة الموارد المرئية 175000 شريحة. تشتمل مجموعات الجامعة الإضافية على أرشيفات الجامعة، وملف الصورة، ومجموعات فنون الكتاب والمنسوجات، ومركز موارد الرسم.
تتضمن معارض جامعة الفنون العشر واحدة برعاية الطلاب. تضمنت المعارض كواي براذرز، فيتو أكونشي، آر كرامب، روزالين دريكسلر، أبريل جورنيك، أليكس جراي، جيمس هايد، جون كيسلر، دونالد ليبسكي، روبرت مذرويل، ستيوارت نيتسكي، إيرفينغ بن، جاك بيرسون، آن وباتريك بوارير، إيفون راينر، لينور تاوني، وآندي وارهول. تضمُّ جامعة الفنون حاليًا سبعة مسارح. قاعة ليفيت في قاعة غيرشمان هي الأكبر في الحرم الجامعي بسعة 850 مقعدًا. يوجد أيضًا في غيرشمان هول مسرح الصندوق الأسود يستخدم للإنتاج الذي يديره الطلاب. يتسع مسرح بنك الفنون بالجامعة ل 230 مقعدًا، ويقع مسرح لوري بيتشمان (بالإنجليزية: Laurie Beechman Cabaret)‏ في نفس المبنى. تستخدم الجامعة أيضًا مسرح درايك المجاور، بشكل أساسي للإنتاج الراقص. يقع مركز كابلان للفنون المسرحية في الطابقين 16 و17 من تيرا هال - الذي افتتح في عام 2007، ويضم مسرحين. يتسع مسرح الصندوق الأسود لـ 100 وقاعة الحفلات تتسع لـ 250.

## مهرجان بوليفون
مهرجان بوليفون (بالإنجليزية: Polyphone)‏ هو مهرجان في عامه الخامس يعرض المسرحيات الموسيقية المتطورة والناشئة في جامعة الفنون في فيلادلفيا. الملحنون ومؤلفو الأغاني مدعوون إلى الحرم الجامعي لتجربة أشياء جديدة والتجربة مع الطلاب. يدير المهرجان المدير الفني سيزار ألفاريز، ويتطلع المهرجان إلى طرح سؤال «ما هي المسرحية الموسيقية؟»، تأخذ معظم العروض شكل حفلة موسيقية. قال ألفاريز عن الحدث، «مشاهدة ثماني ساعات من المسرحيات الموسيقية المولودة حديثًا هي تجربة ساحقة تمامًا، لكنها تضعنا في حالة سامية من الانفتاح والتفكير حول حرفتنا وهدفنا».

## المباني السكنية
يوجد بالجامعة أربع قاعات إقامة داخل الحرم الجامعي تقع في قلب وسط المدينة. يحتوي كل سكن على أسرة وخزائن ومكاتب وكراسي. كما تحتوي على حمام ومطبخ صغير مع ثلاجة صغيرة وخزائن. تشمل القاعات فرنيس، باين، شجرة التنوب، العرعر (محجوز بشكل رئيسي للكلاسيين الكبار).

## هيئة التدريس
هذه قائمةٌ بهيئة التدريس البارزة في الجامعة
- إدنا أندرادي (1917-2008)، رسامة تجريدية هندسية أمريكية وفنانة أولية، 1996 حائزة على جائزة كلية الفنون في التدريس المتميز للفنون عن عملها لمدة ثلاثة عقود في التدريس في كلية فيلادلفيا للفنون [9]
- أليكسي برودوفيتش (1930-1940)، مصور، مصمم، مدير فني
- جيل كوهين، فنان طيران
- وليام دالي (مواليد 1925)، خزف أمريكي، أستاذ من 1957 حتى 1990.[10]
- آرون ليفينسون، منتج وموسيقي حائز على جائزة جرامي
- كاميل باجليا (مواليد 1947)، مؤلفة وناقدة اجتماعية نسوية
- فنسنت بيرسيشيتي، ملحن
- رالف بيترسون، عازف جاز
- لافون روبنسون (1927-2008)، أستاذ من 1980 إلى 2008، راقص تاب أمريكي، معترف به من قبل الصندوق الوطني للفنون باعتباره «كنزًا وطنيًا حيًا»
- ليزبيث ستيوارت (1948-2013)، صانعة خزف أمريكية
- صموئيل يلين، سيد حداد